# Urosigalphus monotonus
Urosigalphus monotonus är en stekelart som beskrevs av Gibson 1972. Urosigalphus monotonus ingår i släktet Urosigalphus och familjen bracksteklar. Inga underarter finns listade i Catalogue of Life.